# Oskar Olsen
Oskar Olsen (n. 17 octombrie 1897, Oslo, Suedia-Norvegia – d. 28 decembrie 1956, Oslo, Norvegia) a fost un patinator de viteză ce a reprezentat Norvegia, medaliat olimpic. A participat la o ediție a Jocurilor Olimpice (1924) în care a câștigat o medalie de argint.

## Participări
Lista de mai jos prezintă principalele competiții la care a participat Oskar Olsen de-a lungul carierei.
- Patinaj viteză la Jocurile Olimpice de iarnă din 1924 - 500 metri (masculin)